# واي فاي (برنامج كوميدي)
واي فاي، برنامج كوميدي خليجي منوع يضم نخبة من نجوم الفن في الخليج الذين يشاركون في بطولته أو يحلون ضيوفا على حلقاته الثلاثين. كل حلقة في هذا المسلسل لها عنوان يكون محور قصتها الرئيسية، والقصة الرئيسية تكون مستمدة من واقع المجتمع السعودي والخليجي بشكل عام وتتم معالجتها بقالب كوميدي.
وعرض في 1 رمضان 1433 هـ 20 يوليو 2012 وفي رمضان 2013 الجزء الثاني من واي فاي وفي رمضان 2014 الجزء الثالث من واي فاي ولاقى نجاحا كبيرا وحصل على اعلى نسبة مشاهدة خليجيا وعربيا ضمن استطلاعات ابسوس
وتتخلل هذه القصة فقرات منوعة من أبرزها فقرات التقليد حيث يتم خلالها تقليد الشخصيات البارزة من السياسيين والإعلاميين ونجوم المجتمع والفنانين، وكذلك هناك الفقرات الغنائية التي تحاكي الواقع بشكل كوميدي، بالإضافة إلى العديد من الفقرات القصيرة التي تحتوي على شطحات ومواقف كوميدية قصيرة
إخراج: اوس الشرقي
تأليف: أماني السليمي - سامي الفليح - حسن الحارثي - سليمان المنديل
رؤية واشراف درامي: خلف الحربي..

## ممثلين الجزء الأول
- داوود حسين
- حسن البلام
- عبد الاله السناني
- اسعد الزهراني
- حبيب الحبيب
- محسن الشمري
- طارق الحربي
- نرمين محسن
- سلطان الفرج
- مبارك المانع
- نورة العميري
- عماد العكاري
- فيصل بوغازي
- فوز الشطي
- (ممثلة)ياسة
- منى حسين
- ميثم بدر
- غادة الزدجالي
- ناصر الدوب

### ضيوف الشرف
- طارق العلي
- هيا الشعيبي
- ناصر القصبي

## ممثلين الجزء الثاني
- حسن البلام
- اسعد الزهراني
- عبد الاله السناني
- حبيب الحبيب
- محسن الشمري
- طارق الحربي
- نرمين محسن
- نورة العميري
- سامية الطرابلسي
- خلود محمد

### ضيوف الشرف
- عبدالناصر درويش
- ليلى السلمان
- هيا الشعيبي
- خالد سامي

## ممثلين الجزء الثالث
اسعد الزهراني
حبيب الحبيب
عبد الاله السناني
هيا الشعيبي
محسن الشمري
طارق الحربي
ريماس منصور
نرمين محسن
نورة العميري
سامية الطرابلسي
عبد الله الزهراني
فاطمة جاسم
عبدالعزيز المهدي

### ضيوف الشرف
منى شداد
ميس كمر
الاء شاكر
احمد العونان
فيصل بوغازي
سلطان الفرج
مبارك المانع
مصطفى ابوالحمد